# クラリセージ
クラリセージ（英: clary sage; 学名：Salvia sclarea）はシソ科アキギリ属の一種で2年草のハーブ。別名オニサルビア。民間療法として種子がよく目の疾患に用いられてきたため、「奇麗な目」として知られてきた。鋸歯のある葉は観賞用にもなる。
セージ（ヤクヨウサルビア）とは同属別種。地中海地域から中央アジアおよびヒマラヤ西部にかけての地域が原産地。
リンネの『植物の種』(1753年) で記載された植物の一つである。

## 特徴
2年草で高さ1メートル、直立性。
葉は長さ20センチメートル、軟毛、卵形、心脚、鈍鋸歯縁もしくは歯牙縁、花序の葉は無柄、抱茎、広卵形。
花は総状輪散花序で2-6個つけ、花冠は淡藤色-桃青色である。

## 利用
葉は調味料、酒、ジャム、ゼリーの香りづけに用いられる。
種子は弱視の治療に使用される。

### クラリセージの効能
アロマテラピーで香りを吸入することで気分を穏やかにし、幸福感を起こさせるといわれる。抗痙攣性があり、消化器疾患、たとえば腸内ガスと消化不良などに用いられる。強壮作用と鎮静作用も認められ、神経疲労、月経痛と月経前の障害を軽減する。
クラリセージオイルに含有されるスクラレオールにはエストロゲン様作用があり、無月経、月経不順、更年期障害のほてりにも有効とされる。スクラレオールをホホバオイルに溶解してマウスに塗布した実験では、①塗布30分後に血液中で検出され（経皮吸収を意味する）、②肝臓でより高濃度のスクラレオールが検出されたが肝機能障害をきたさないこと が明らかとなった。
痔にも効果があるという。

### 精油
精油は香水となる。70％までがエステル類。酢酸リナリル、リナロール。ジチルペンとタンニンを含有する。ただし、精油を内服しないこと。妊娠中使用禁止。（セージ類は流産や奇形を引き起こす可能性があると言われる）